# Xavier Margairaz
Xavier Margairaz (nascut a Rances el 7 de gener del 1984) és un futbolista professional suís que juga com a migcampista al FC Zurich.